# 襄垣県
襄垣県（じょうえん-けん）は中華人民共和国山西省長治市に位置する県。

## 歴史
前漢により設置された。1958年に沁県と統合され襄沁県とされたが、同年襄沁県は廃止され、管轄区域は沁県に編入された。1960年に再設置され現在に至る。

## 行政区画
- 鎮:古韓鎮、王橋鎮、侯堡鎮、夏店鎮、虒亭鎮、西営鎮、王村鎮、下良鎮、善福鎮

## 名所
- 霊沢王廟
- 昭沢王廟
- 襄垣文廟
- 永恵橋
- 五竜廟